# نهر شهاب (بوزي)
نهر شهاب (بالفارسية: نهرشهاب) هي منطقة سكنية تقع في إيران في قسم بوزي الريفي.